# Purpureicephalus spurius
Purpureicephalus spurius là một loài chim trong họ Psittacidae.